# سريرام راغافان
سريرام راغافان (بالهندية: श्रीराम राघवन) (مواليد 22 يونيو 1963) هو مخرج سينمائي وكاتب سيناريو هندي يعمل في السينما الهندية. يعتبر في المقام الأول مخرجًا لأفلام الإثارة والحركة الجديدة.
كان ضهور رغافان الأول في فيلم ايك حسينة عام (2004). ثم نفذ بعد ذلك إخراج فيلم جوني غادار (2007) الذي نال استحسانا كبيرا، وهو مقتبس من الرواية الفرنسية عام 1962 اي ميستيفيس التي كتبها آلان رينود فورتون. يليه فيلم الأكشن والتجسس العميل فينود عام (2012) بطولة سيف علي خان؛ والذي فشل فشلًا نقديًا وتجاريًا. ثم أخرج فيلم Badlapur عام 2015، فيلم مستوحى من Death's Dark Abyss للمخرج Massimo Carlotto والذي لاقى مراجعات إيجابية وحقق نجاحات في شباك التذاكر.